# Chiesa di Santa Lucia (Giustino)
La chiesa di Santa Lucia è la parrocchiale di Giustino, in Trentino. Fa parte della zona pastorale delle Giudicarie dell'arcidiocesi di Trento e risale al XIII secolo.

## Storia

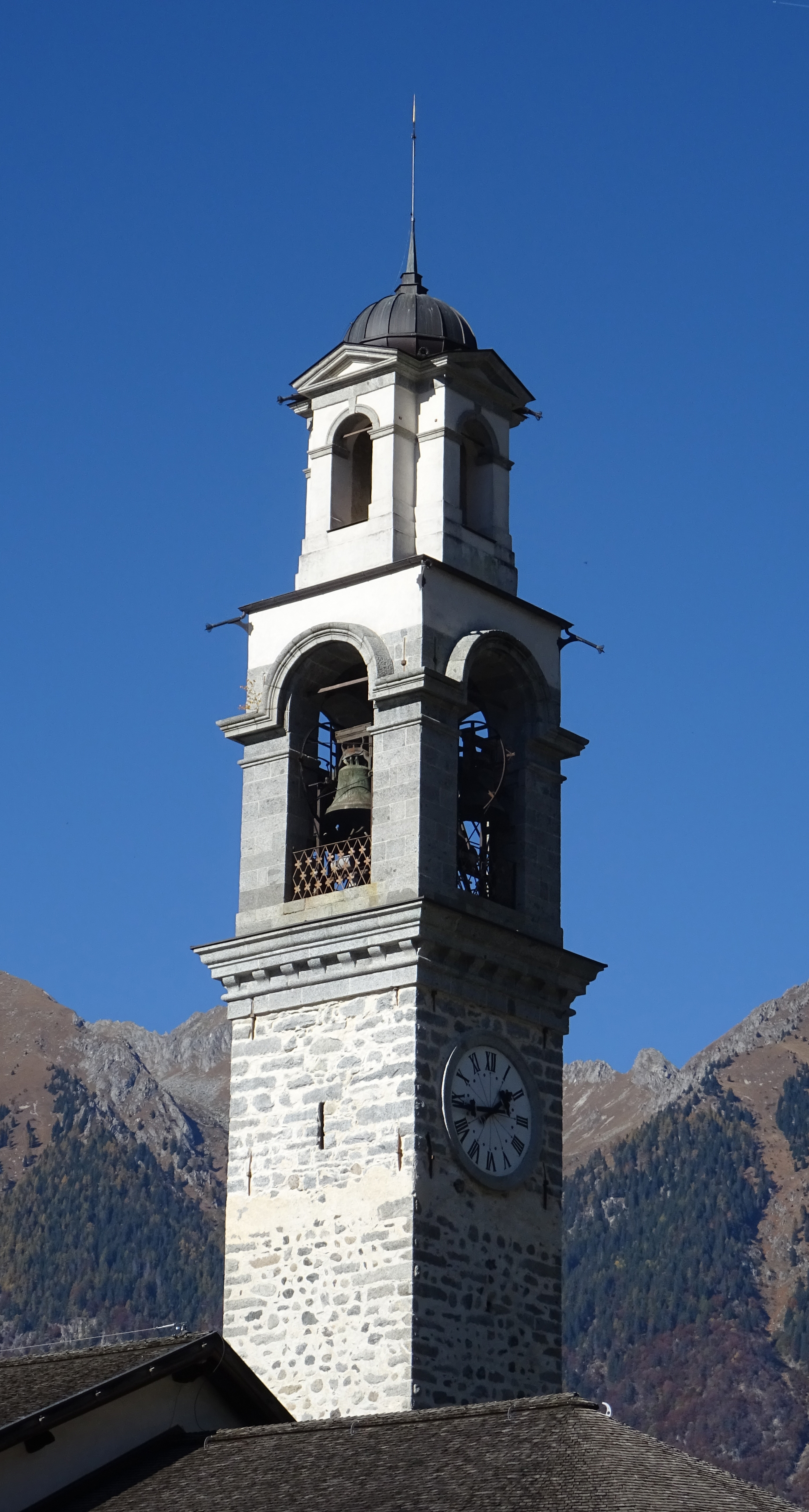
Torre campanaria.

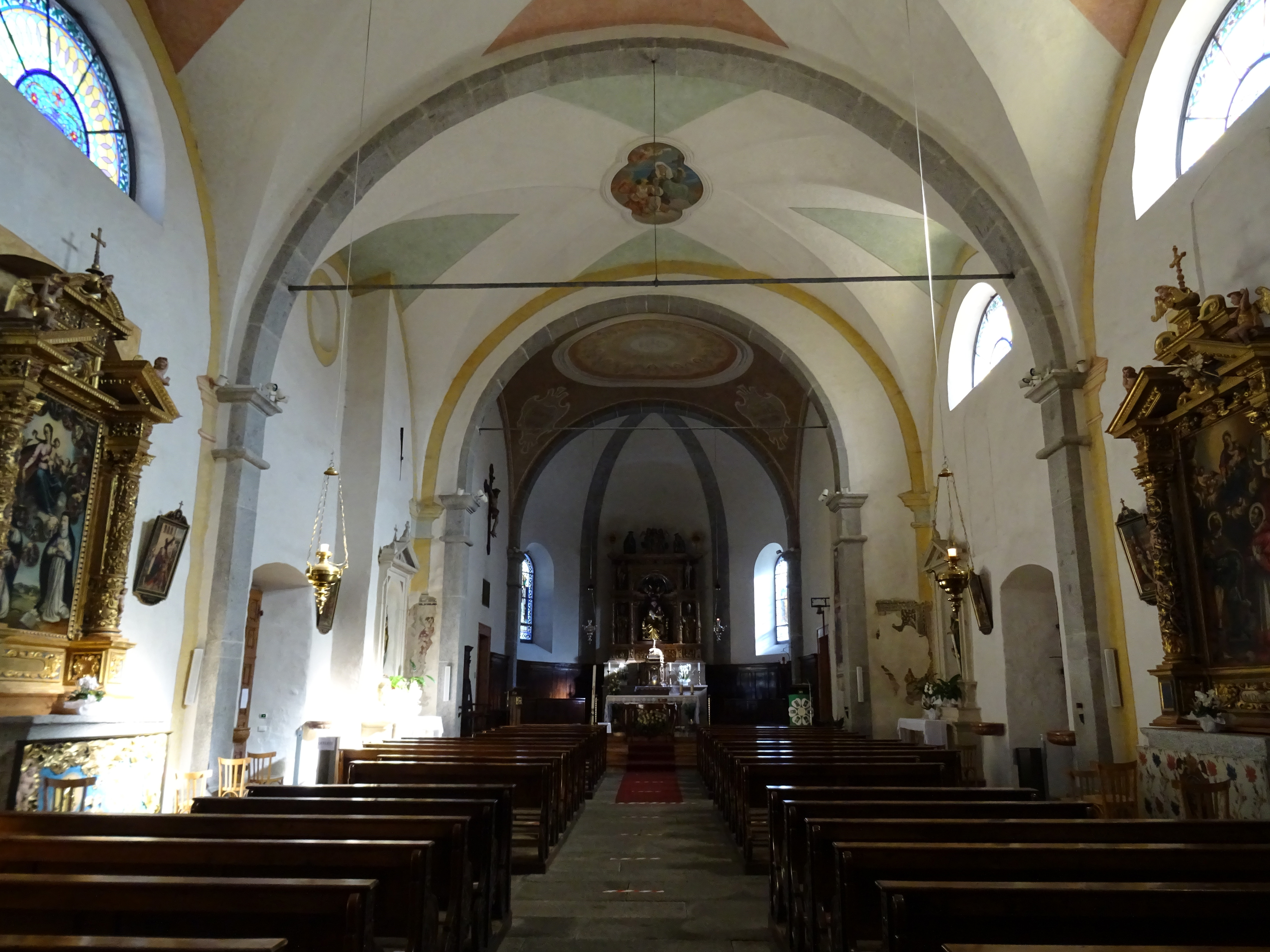
Navata della chiesa.

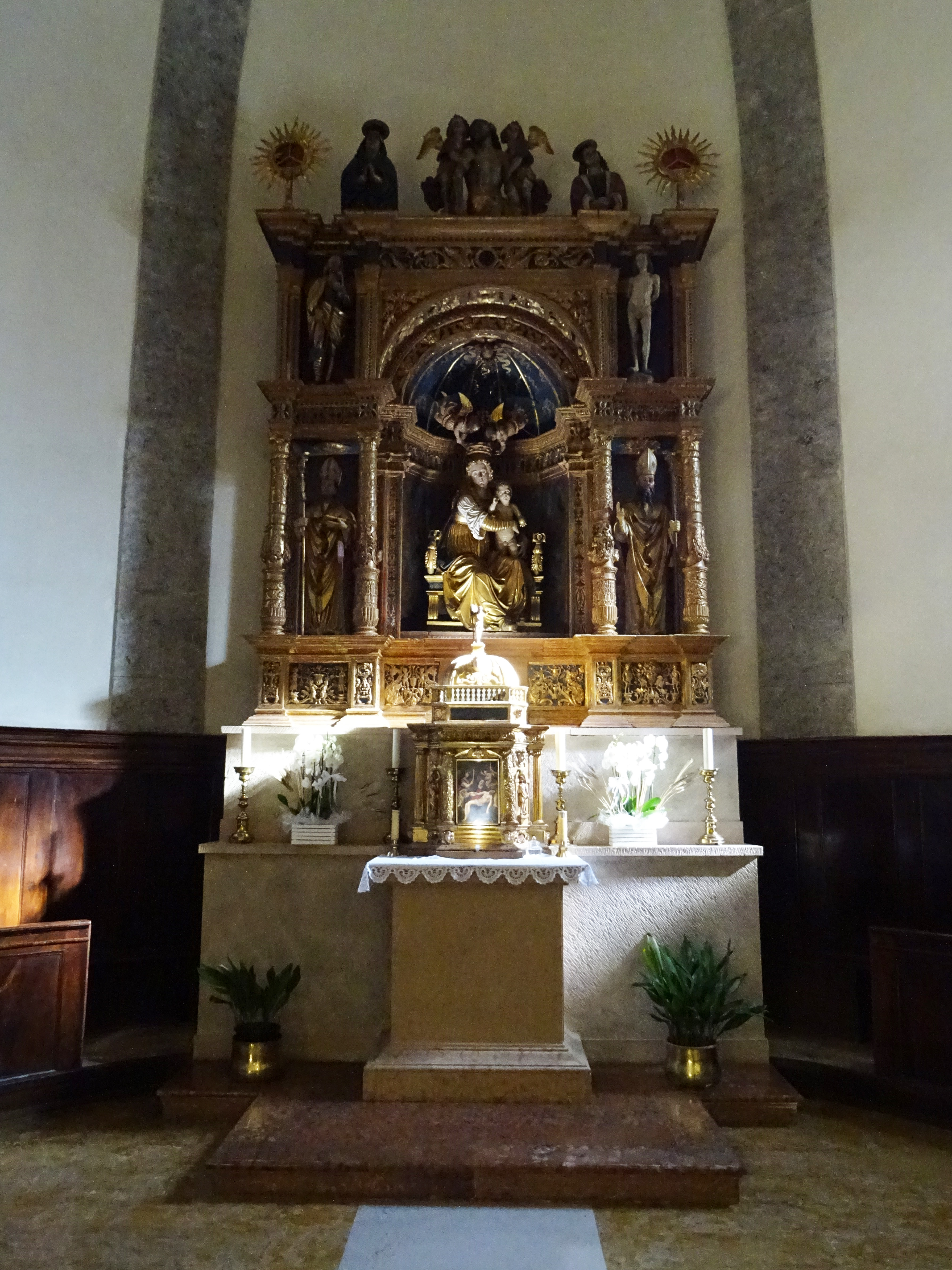
Custodia eucaristica posta su un basamento nel presbiterio.

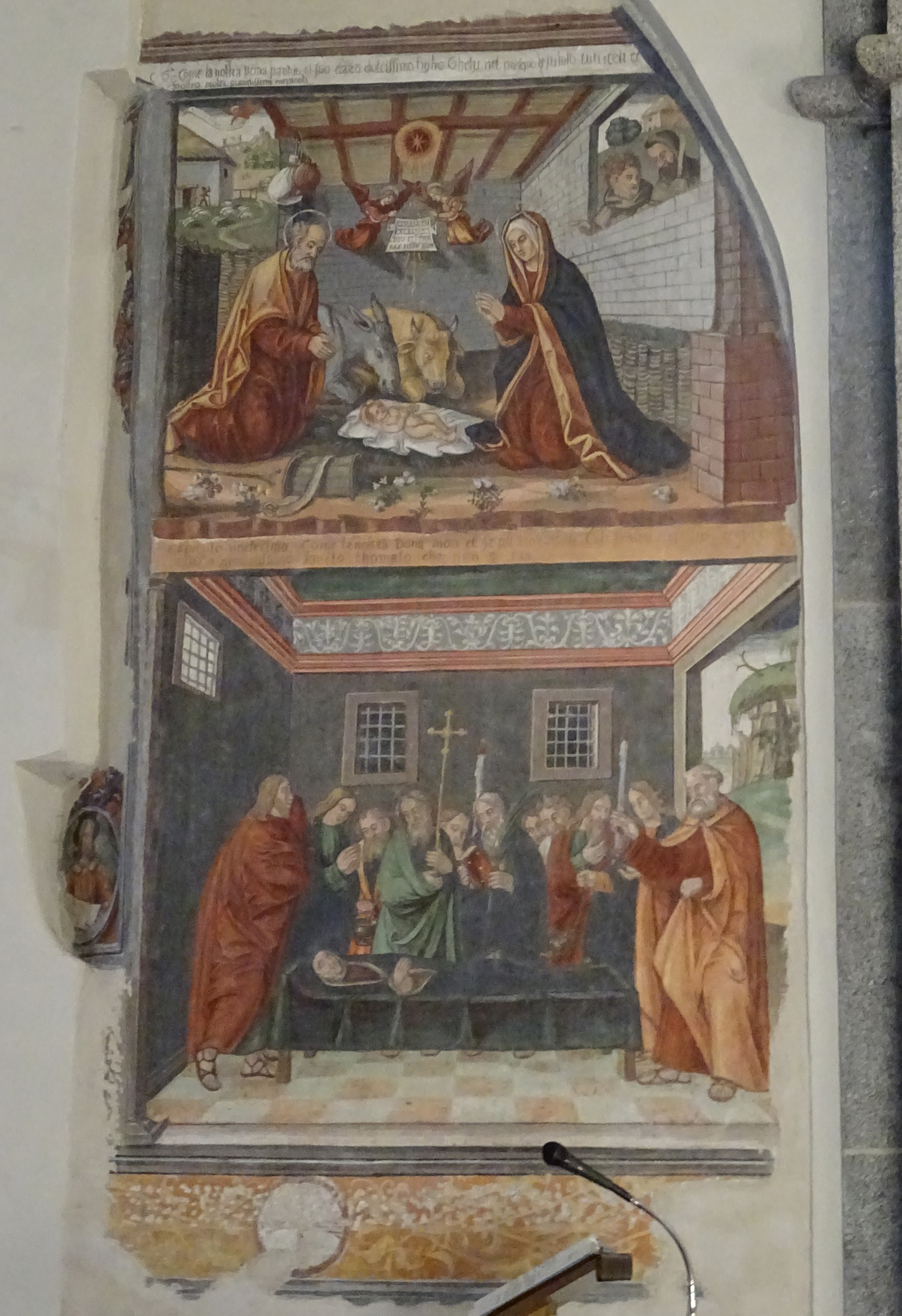
Affresco nel presbiterio raffigurante la Natività.

Federico Vanga, principe vescovo di Trento, consacrò l'altare maggiore della chiesa nel 1212, e a quell'anno risale la prima documentazione scritta del luogo di culto a Giustino. Nel 1454, considerate le sue modeste dimensioni, fu oggetto di ampliamenti e in seguito subito consacrata.
Venne elevata a dignità curaziale attorno al 1500 divenendo il principale luogo di culto della parte superiore della val Rendena. Nel 1536 Simone II Baschenis decorò ad affresco la zona del presbiterio con immagini raffiguranti le Dodici Sibille, i Quattro dottori della chiesa e i Santi Evangelisti. La visita pastorale di Ludovico Madruzzo del 1587 ne dispose un ulteriore ampliamento. Il cantiere venne aperto subito e chiuso circa cinque anni dopo. Nel 1616, dopo lavori di restauri, fu riconsacrata.
Nella seconda metà del XIX secolo gli affreschi di Baschenis vennero distrutti con la demolizione dello storico presbiterio e la sua ricostruzione. Venne elevata a dignità di chiesa parrocchiale il 27 marzo 1908.
Attorno al 1977 è stato realizzato l'adeguamento liturgico posizionando il nuovo altare postconciliare nel presbiterio allungato verso la sala e costruito utilizzando probabilmente la balaustra rimossa. La custodia eucaristica è stata spostata su una base sul fondo del presbiterio.

## Descrizione

### Esterni
Il luogo di culto si trova in posizione elevata e sovrasta il cimitero della comunità immediante sotto il sagrato, con orientamento tradizionale verso est. La facciata a capanna è molto semplice con il portale architravato in granito sormontato in asse dall'oculo strombato. La torre campanaria si alza in posizione arretrata sulla sinistra, accanto al presbiterio. La cella è doppia, si apre su entrambi i livelli con finestre a monofora e si conclude con una piccola cupola in lamiera.

### Interni
La navata interna è unica con volta a botte e suddivisa in tre campate. Il presbiterio è leggermente rialzato con volta a vela.
I dipinti murali di Simone II Baschenis sono in gran parte andati perduti dopo i lavori ottocenteschi ma restano l'importante affresco raffigurante la Natività e altri frammenti di volti recuperati durante i lavori.
L'altare maggiore ligneo scolpito è opera importante del bresciano Stefano Lamberti e anche gli altri due altari laterali sono in legno, incisi da artisti locali. Di tutti resta solo la parte superiore con l'ancona.